# 薛蛮子
薛必群（1953年2月18日—），别名薛蛮子，出生于北京，原籍重庆市梁平区，美籍华人，天使投资人。早年在美国投资房地产，为UT斯达康创始人之一，曾担任中国电子商务网8848前董事长、中华学习网前董事长等职务，其养父是中共中央统战部前副部长薛子正。他因在新浪微博上的言论而成为公众的争议焦点。2013年8月23日，因涉嫌聚众淫乱，被北京警方逮捕。

## 生平

### 早年经历
薛蛮子生父陈于彤，四川云阳（今属重庆）人，1920年代入党，曾任董必武秘书，中共南方局西南地区特工系统联络人。生母黄纪与养母系亲姊妹，因养父薛子正无子遂过继。幼年住在北京头发胡同，13岁时养父薛子正因文化大革命被隔离审查，关入监狱。15岁时薛蛮子响应毛泽东的号召，前往内蒙古乌拉特前旗的一个村子做知青。在那里呆了两年，欠公社100多人民币，还曾摔断手臂。他之后逃回北京，依靠母亲的工资生活。1976年出狱的薛子正给时任国家文物局局长的王冶秋写信为薛蛮子找工作。王冶秋给他安排了文物出版社的杂志《文物》编辑部的工作，负责英文目录处理。
这段时间他跟着萧乾、沈从文、李健吾等人学习外语。在1978年，他甚至与人合作翻译英文小说《白宫卫士》，拿到了468元人民币的稿酬。
1978年恢復高考，只有初中一年学历的薛蛮子因为自己不擅长数理化，报考中国社会科学院“中外关系史”专业硕士研究生并获录取。1980年，前往加州大學柏克萊分校就读。在伯克萊结识孙正义、陆弘亮、赖声川，为孙正义工作挣得7000美金。此后，薛蛮子改换了自己的专业，修读中美现代经济关系史。离毕业还有一年的时候，他的一份工作申请被接受，年薪3.5万美金，他卖掉汽车前往纽约。

### 婚姻经历
丁玮为前贵州贪官阎建宏的儿媳妇，东窗事发时携巨额贪污款项远逃美国，与薛蛮子在美国相识，后嫁予薛蛮子，成为薛蛮子的第二任妻子。此夫妻二人使用巨额贪污款项创立珠宝品牌欧致宝。

### 从业经历
2001年，薛蛮子抛售UT斯达康的股票，结束美国的地产生意，专注于中国国内的投资机会。参与投资中国早期的电子商务网站8848，265（后被Google收购），汽车之家，i美股等网站，并投资杜子健的微博推广业务。2008年，薛蛮子带着夫人和年幼的一儿一女回北京定居。
2011年春节期间，中国社科院学者于建嵘教授发起“随手拍照解救乞讨儿童”。由邓飞、薛蛮子、华楠等人发起成立微博打拐公益基金。
2011年5月20日，薛蛮子发布微博透露自己已被检查出患有直肠癌。

### 参加网络名人社会责任论坛
薛蛮子同纪连海、廖玒、陈里、潘石屹、古永锵、陈彤、周小平、徐世平、齐向东、孙健、胡延平、张国庆、高龙、徐小平、李未柠等一起参加国家互联网信息办公室主任鲁炜召集召开的微博、网络名人进行座谈，鲁炜提出“鲁七条”。薛蛮子在会上称：“微博要守住底线，尊重良心，现在微博谣言成本太低，如果谁敢造谣罚100万，看谁还造谣。”

### 涉嫌聚众淫乱罪被捕
中国中央电视台《新闻联播》称薛蛮子在外工作期间，就染上了嫖娼恶习。回国后，薛蛮子继续进行嫖娼活动，他对嫖娼和聚众淫乱活动几近痴迷。
2013年8月下旬薛蛮子因嫖娼被北京市公安局在朝阳区安慧北里逮捕。经审查，薛蛮子对嫖娼的事实供认不讳。根据央视早间新闻节目《朝闻天下》的报道，警方在询问薛蛮子的身份时，他表示：“我美国人，叫查尔斯薛（即他的英文名音译），60岁，现在退休。”薛蛮子当时态度嚣张，声称自己是美国人，要让自己的律师来处理此事。此外同时抓获的是一名中学学历女子，曾在深圳打工，2013年5月从深圳来北京投靠同乡，无业，从事卖淫活动。抓获当日，其支付的嫖资总额为1,500元人民币。
8月24日，北京市公安局出入境部门按照有关规定将薛蛮子因嫖娼被警方拘留情况通报美国驻华大使馆。美国驻华大使馆表示，薛蛮子被拘后，将提供一切领事帮助。根据现有法律规定，一旦薛蛮子聚众淫乱罪成立，最高可判5年有期徒刑。此外，薛蛮子被抓后，新浪微博已经将“薛蛮子”列入自我审查关键词列表。
《环球时报》总编胡锡进在新浪微博上发表短评认为：不能完全排除官方是在通过抓嫖娼“整”薛蛮子。他说，“通过性丑闻、偷漏税等整政治对手，这是全世界政府通行的‘潜规则’”。他还提醒热衷“政治对抗”的人士，如果“有短又逢官必反，早晚会搞砸”。
而中国中央电视台则评论称替薛蛮子“洗地”是“罔顾常识”。
2013年9月2日，薛蛮子由行政拘留转为刑事拘留。薛蛮子自称他粉丝量增长分为三个阶段，第一个是他曾在微博上倡导打拐，引起社会关注后，粉丝出现了第一次增长高峰。2011年5月，他在微博上发布了他患有癌症的信息，又引起了粉丝量的激增，三是他参与了多个大型的网上慈善活动，得到很多新闻媒体的报道，粉丝量进一步增加。为了吸引眼球，他开始逐步把自己的微博话题扩展到时事、环保、艺术、旅游、财经、历史、卫生、食品等多个领域。他还说：我作为网络名人，有当皇帝的感觉，看微博就像看奏章。
2014年4月16日，北京警方发布消息称，薛因患严重疾病，已取保候审。随后，薛蛮子时隔7个月后发表微博，表示“希望发挥正能量”。